# ナカヌキヤ

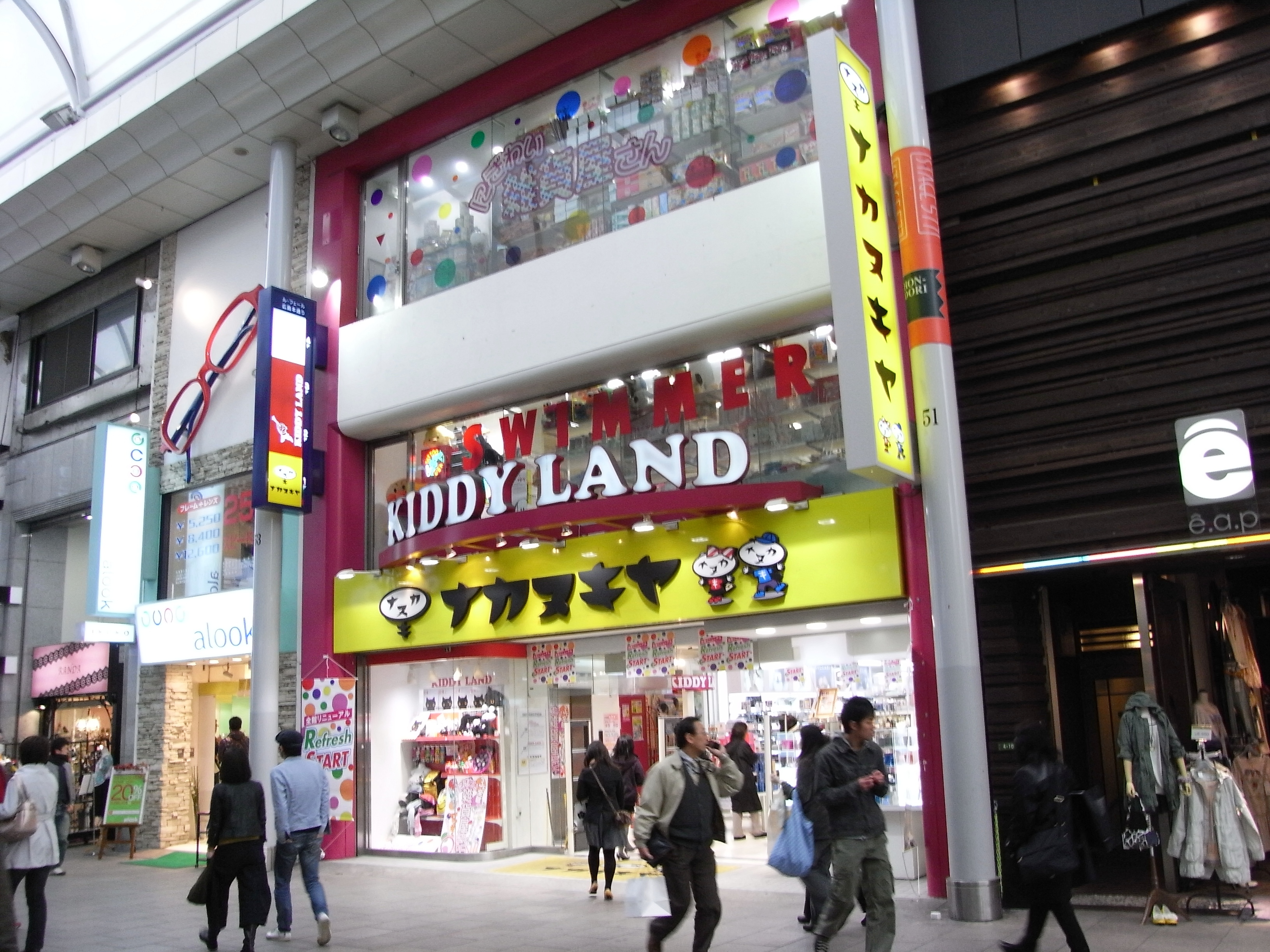
旧ナカヌキヤ広島本通店

株式会社ナカヌキヤは、かつて存在したディスカウントストアを営んでいた企業。化粧品・生活雑貨等を扱う「ナカヌキヤ」の他に「SALAD BOWL」「MELTING POT」といった雑貨店も展開していた。創業時は家電量販店でもあった。

## 概要
大阪・日本橋にあるでんでんタウンの老舗電気店「中川無線電機」（通称：中川ムセン、現在はでんでんタウンから撤退、三重県にある有限会社中川無線とは無関係）が、経営悪化からキョウデン傘下となったことを受け、2001年11月に中川ムセン日本橋本店を新たな店舗ブランド「ナカヌキヤ」に変更。従来の家電量販店の枠を超え、粗利の低い家電製品からより粗利率の高い化粧品や雑貨・衣料品などに主軸を置いた店舗としてリニューアルした。同店の一階には中川ムセン時代の末期より同じくSHOP99が入居し、家電を買ったポイントで食品が買える店ということで一部マスコミにも取り上げられた。2002年には、当時同じくキョウデン傘下だった長崎屋とFC契約を結び、渋谷店と平塚店を出店し関東に進出（のちに撤退）。また中国・四国地方にも出店した。
ナカヌキヤの名称は中（中間マージン）を抜いて安く商品を販売することに由来し、他店舗の中川ムセンも順次ナカヌキヤに変更していった。
業態転換後も経営状態は好転せず、創業地のでんでんタウンから撤退。最盛期に30店舗以上合った店舗を9店舗にまで削減など大規模な事業縮小を行うがそれでも改善が見られないため、2005年7月に中川無線電機株式会社はキャラクター商品の企画・製造・販売を行うエスケイジャパンにナカヌキヤ8店舗を売却し、新会社「株式会社ナカヌキヤ」を設立。売却されなかったワンダーグー1店舗は閉鎖。エスケイジャパングループ傘下以降はしばらく「ナカヌキヤ」のストアブランドで店舗を拡大したが失敗。2008年2月末をもって、業績の悪化を理由に家電販売から撤退。家電製品を扱っていた店舗のほとんどを同年2月中に閉鎖した。また、エスケイジャパンの小売り部門としてSALAD BOWLやMELTING POTといった別ブランドによる店舗も運営していた。
その後、数店舗で経営を続けていたが、2012年10月に会社を清算する旨を発表。2013年2月末をもって株式会社ナカヌキヤは清算した。清算決定時点で営業していたのは、大阪・広島・松山の3店舗であり、株式会社VIEWTYに営業を移管した松山の店舗を除き全て閉店した。同社が運営していた通信販売サイトは親会社のエスケイジャパンに引き継がれ、運営が継続された。その後2022年8月に最後まで残った松山銀天街店も閉店し、すべての店舗が幕を下ろした。
店舗部門を手放した中川無線電機株式会社は2005年8月に社名をシグマ・ゲイン株式会社に改称。東北の地方スーパーサンマリを買収し（後に売却）、投資・不動産会社に生まれ変わった。その後も業績は低迷し、2009年に4月に上場を廃止した。2010年9月にユートピアキャピタルに、2011年9月にサンライズ工業（鳥取県にある同名の企業とは無関係）に商号変更して以降、同社の動向は不明である。

## 店舗

### 清算決定時点
- ナカヌキヤ大阪心斎橋店 - 跡地はアパレル店のWOmBになっている。
- ナカヌキヤ広島本通店 - 跡地はサンドラッグになっている。
- ナカヌキヤ松山銀天街店 - 跡地はアクセサリー店のSALAD BOWL 銀天街店になっている。

### かつて存在した店舗
ナカヌキヤ営業譲渡前の中川無線電機時代の店舗も含む。
- ナカヌキヤなんば店
- ナカヌキヤ平塚店 - FC・2008年3月31日閉店
- ナカヌキヤ渋谷店
- ナカヌキヤ名張店
- ナカヌキヤ栗東店
- ナカヌキヤ京都寺町店
- ナカヌキヤ京都河原町店 - 2006年12月31日閉店
- ナカヌキヤ枚方市駅店
- ナカヌキヤ交野店
- ナカヌキヤ豊中店
- ナカヌキヤ日本橋本店
- ナカヌキヤなんばCITY店
- ナカヌキヤ4丁目店
- ナカヌキヤ泉北光明池店
- ナカヌキヤ泉南店
- ナカヌキヤ香芝店
- ナカヌキヤ高松店
- ナカヌキヤ千里中央店
- ナカヌキヤJR天王寺店
- ナカヌキヤ心斎橋店 - 2009年5月6日閉店、跡地に「NAKANUKIYA+on」が2009年6月9日に開店
- ナカヌキヤ神戸ハーバーランド店 - 2006年12月1日オープン
- ナカヌキヤ博多店 - 2007年8月オープン
- ナカヌキヤ大分店 - 2007年7月オープン
- 中川ムセン長浜店
- 中川ムセン京都店
- 中川ムセンnamuてらまち1号店
- 中川ムセンnamuてらまち2号店
- 中川ムセン長岡店
- 中川ムセン西武高槻SC店
- 中川ムセン茨木店
- 中川ムセン吹田店
- 中川ムセン東香里店
- 中川ムセン日本橋本店
- 中川ムセン日本橋北店
- 中川ムセン日本橋中央店
- 中川ムセン日本橋中店
- 中川ムセン4丁目店
- 中川ムセンnamuにっぽんばし店
- 中川ムセン川西店
- 中川ムセン小阪店
- 中川ムセン泉北店
- 中川ムセン富田林店
- 中川ムセン河内長野店
- 中川ムセン伊川谷店 - ワンダーグー伊川谷店を経てナカヌキヤ伊川谷店に業態変更した後閉店
- 中川ムセン田原本店
- Nap Bit千里店
- Nap Bit香芝店
- 中川ムセンなんばL店
- 中川ムセン長居店
- 中川ムセン瓜破店